# Соколовський Теодор Іванович
Теодор Іванович Соколовський (16 вересня 1932, село Підгірки, тепер частина міста Калуша Івано-Франківської області — ?) — український радянський діяч, новатор виробництва, машиніст підйомної машини шахти Калуського калійного комбінату Івано-Франківської області. Депутат Верховної Ради УРСР 5-го скликання.

## Біографія
Народився в родині робітника. У 1949 році закінчив Калуську середню школу № 2 Станіславської області.
З 1949 року працював робітником цеху Калуського калійного комбінату Станіславської (Івано-Франківської) області.
Потім служив моряком Чорноморського флоту Військово-морських сил СРСР. Став членом ВЛКСМ.
Після демобілізації повернувся до Калуша, працював на шахті Калуського калійного комбінату. Закінчив курси машиністів підйомних машин.
З 1950-х років — машиніст підйомної машини шахти Калуського калійного комбінату Івано-Франківської області.
Потім — на пенсії у місті Калуші Івано-Франківської області.